# Romano Schmid
Romano Christian Schmid, född 27 januari 2000 i Graz, är en österrikisk fotbollsspelare som spelar för Werder Bremen och Österrikes herrlandslag i fotboll, där han är med i truppen vid fotbolls-EM 2024.